# Angostura pilocarpoidia
Angostura pilocarpoidia är en vinruteväxtart som först beskrevs av Henry Hurd Rusby, och fick sitt nu gällande namn av B.W.P. de Albuquerque. Angostura pilocarpoidia ingår i släktet Angostura och familjen vinruteväxter. Inga underarter finns listade i Catalogue of Life.